# بريان روبنسون (لاعب كرة قدم أمريكية)
بريان روبنسون (بالإنجليزية: Bryan Robinson)‏ هو لاعب كرة قدم أمريكية أمريكي، ولد في 22 يونيو 1974 في توليدو في الولايات المتحدة، وتوفي في 11 يونيو 2016 في ميلواكي في الولايات المتحدة.

## وصلات خارجية
- بريان روبنسون على موقع مرجع كرة القدم المحترفة.كوم (الإنجليزية)